# Spirit-color

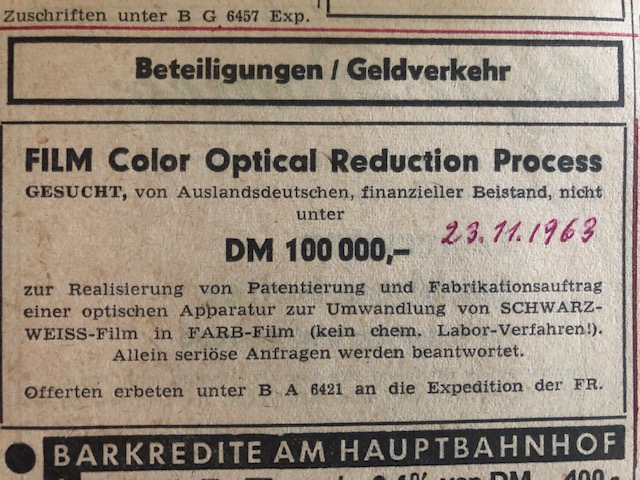
Film Color Optical Reduction Process

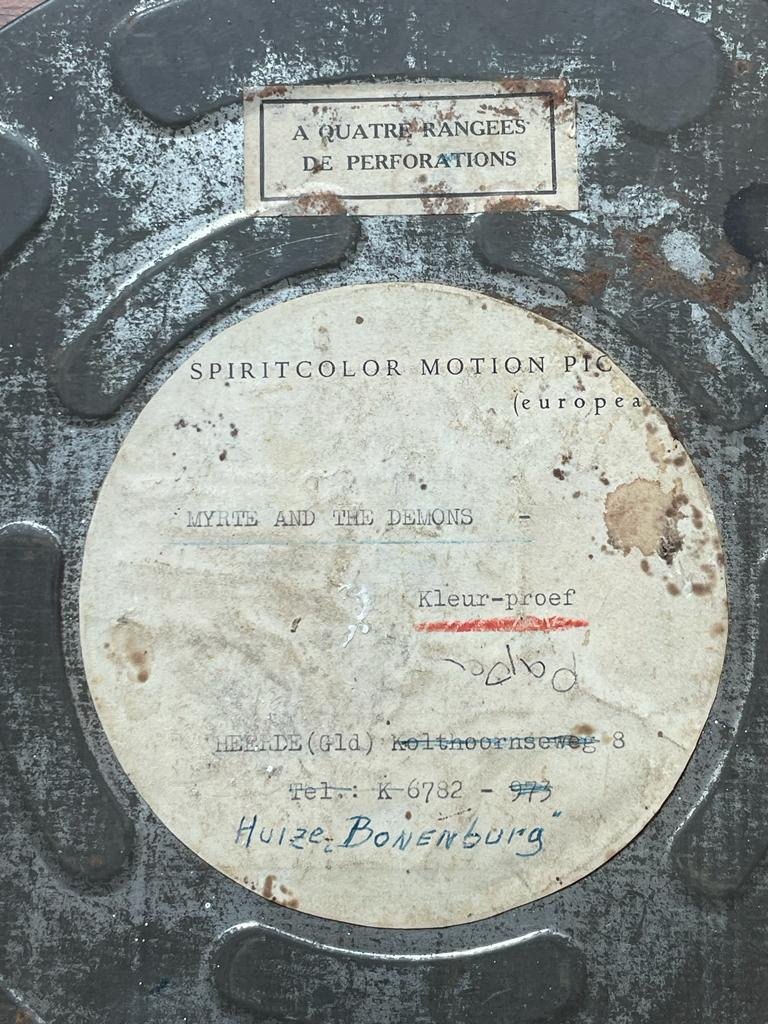
Spiritcolor Motion PTC Label: Myrte and the demons

Spirit-color (S.C.O.R.P. = Spirit Color Optical Reduction Process) is een methode uitgevonden door Paul Schreiber (1899-1981) om zwart-witfilm (35 mm) om te zetten in kleurenfilm. Het kleurenprocedé maakt geen gebruik van lenzen maar werkt op basis van licht en tinten. Er wordt geen gebruik gemaakt van chemicaliën.
De wereldpremière was in 1954 op "de Kroeskamp" in Heerde. Hoewel het kleurenprocedé uniek was, is het de gewenste revolutionaire doorbraak nooit geworden.
Een deel van de film Myrte en de demonen is in kleurenfilm omgezet. Zowel de originele zwart-witfilm als het in 1956 ingekleurde deel is in privébezit bij de erven van Schreiber en gearchiveerd in Schloss Möhren in Beieren, Duitsland.

## Technische uitleg en filosofische overdenkingen van de uitvinder (20.09.1965)
het onderstaande script is in privé bezit en gearchiveerd in Schloss Möhren in Treuchtlingen, Duitsland.

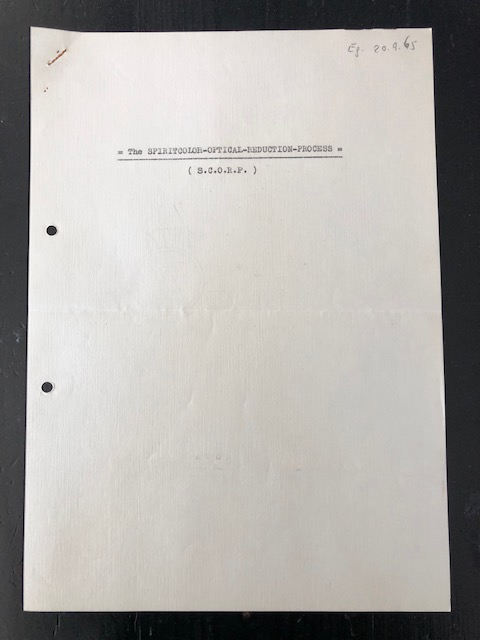
Spirit color (S.C.O.R.P. = Spirit Color Optical Reduction Process) - Pagina 0
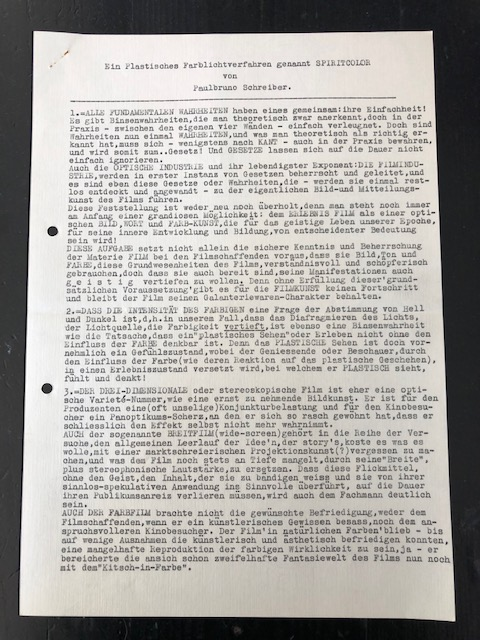
Spirit color (S.C.O.R.P. = Spirit Color Optical Reduction Process) - Pagina 1
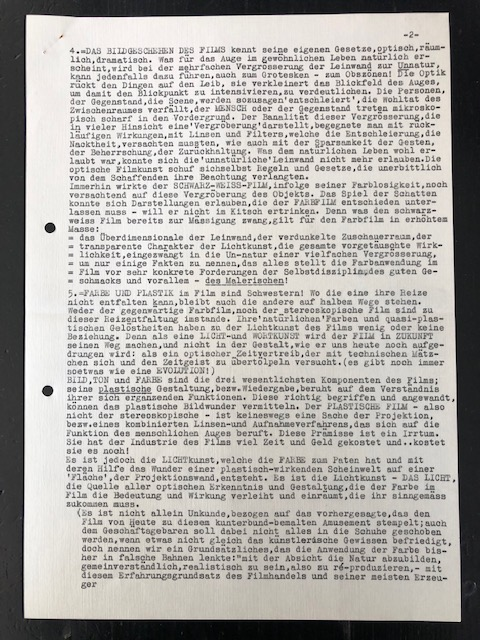
Spirit color (S.C.O.R.P. = Spirit Color Optical Reduction Process) - Pagina 2
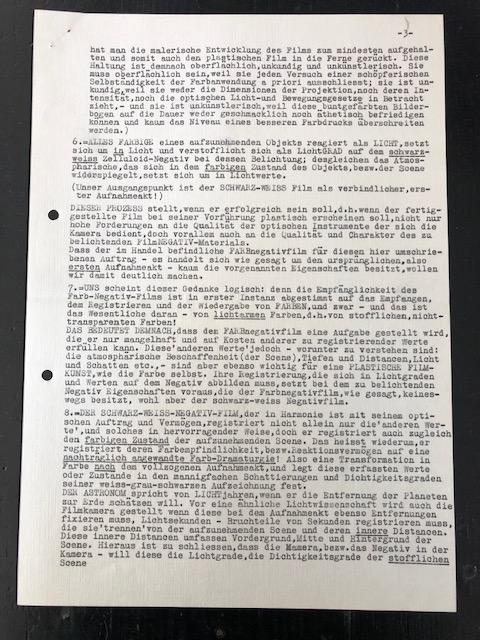
Spirit color (S.C.O.R.P. = Spirit Color Optical Reduction Process) - Pagina 3
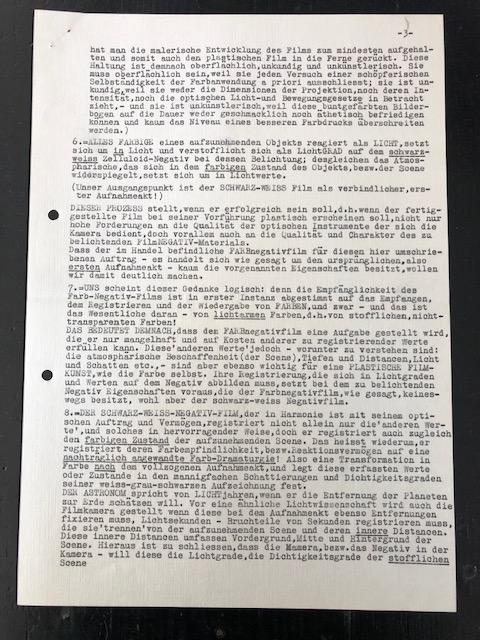
Spirit color (S.C.O.R.P. = Spirit Color Optical Reduction Process) - Pagina 4
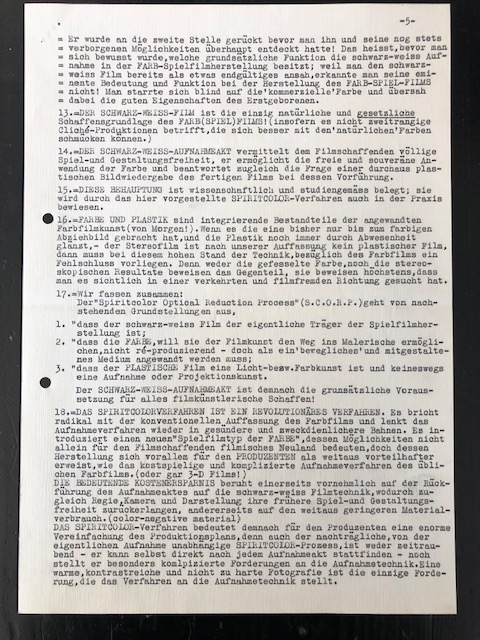
Spirit color (S.C.O.R.P. = Spirit Color Optical Reduction Process) - Pagina 5
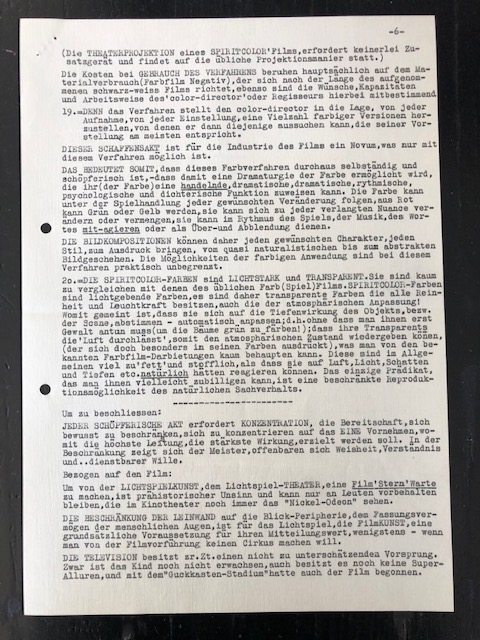
Spirit color (S.C.O.R.P. = Spirit Color Optical Reduction Process) - Pagina 6
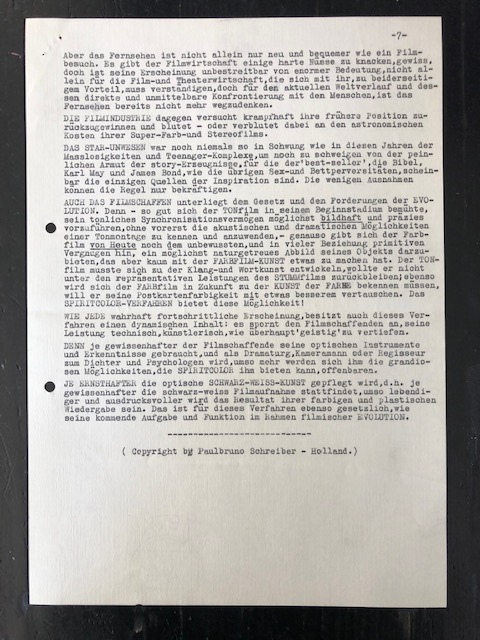
Spirit color (S.C.O.R.P. = Spirit Color Optical Reduction Process) - Pagina 7
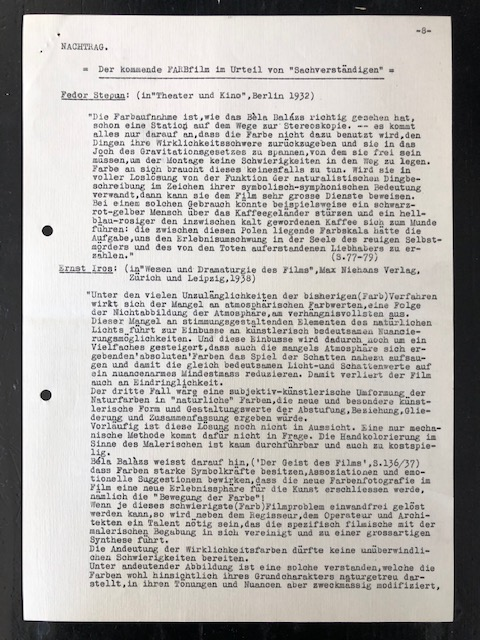
Spirit color (S.C.O.R.P. = Spirit Color Optical Reduction Process) - Pagina 8
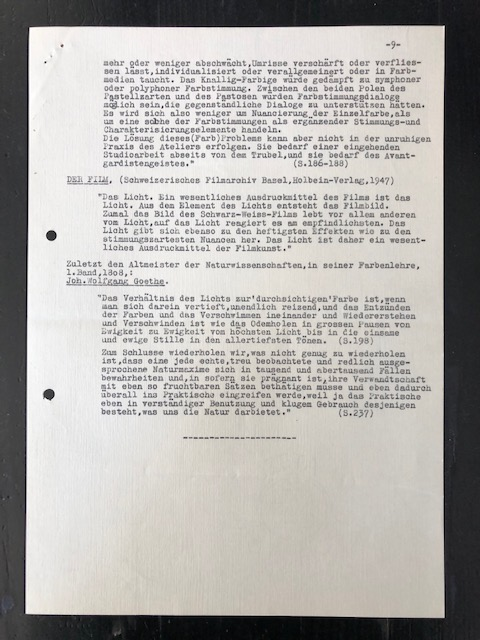
Spirit color (S.C.O.R.P. = Spirit Color Optical Reduction Process) - Pagina 9